# Cedros
Cedros è un comune dell'Honduras facente parte del dipartimento di Francisco Morazán.
Nella suddivisione amministrativa del 1889 era a capo di un distretto comprendente anche i comuni di Marale, Orica e Santa Rosa de Guaimaca.